# Rainbow Bridge (film)
Rainbow Bridge è un film del 1972 diretto dal regista Chuck Wein che contiene le immagini di un concerto di Jimi Hendrix, e un breve estratto di una conversazione tra Pat Hartley, Wein e Hendrix stesso.

## Trama
Il film fu principalmente finanziato dal manager di Hendrix, Mike Jeffery. La trama del film tratta della "rinascita spirituale" della protagonista Pat Hartley avvenuta a causa di una visita al centro di meditazione planetario "Rainbow Bridge" situato sull'isola di Maui, dove, in contemporanea Jimi Hendrix sta tenendo un concerto durante un esperimento di meditazione di massa denominato "Rainbow Bridge Vibratory Color/Sound Experiment".

## Produzione
Il concerto "Rainbow Bridge" ebbe realmente luogo, e fu un concerto gratis tenuto da Jimi Hendrix il 30 luglio 1970, in una distesa erbosa generalmente utilizzata per far pascolare i cavalli nei pressi di Seabury Hall, alle pendici del vulcano Haleakalā, che costitusice il 75% dell'isola di Maui, Hawaii. Anche se non si sono verificate eruzioni sin dal XVII secolo, il vulcano è considerato tuttora attivo.
Hendrix si trovava alle Hawaii per suonare nell'ultimo dei concerti del suo "Cry of Love Tour" con i riformatisi Jimi Hendrix Experience (con Billy Cox al posto di Noel Redding al basso). Il regista Chuck Wein introdusse nel film l'esibizione di Hendrix (non facendo menzione del resto del gruppo) come punto focale dell'esperimento "Rainbow Bridge", che consisteva in un raduno di massa per una meditazione collettiva di gruppo. La versione originale del film, utilizza solo brevi estratti presi dal concerto, poiché originariamente il film era stato concepito come un film vero e proprio e non come un documentario musicale su Hendrix. Il "Rainbow Bridge concert" fu il penultimo spettacolo di Hendrix negli Stati Uniti (l'ultima esibizione ebbe luogo due giorni dopo, il 1º agosto 1970, a Honolulu, Hawaii). Jimi Hendrix morì meno di due mesi dopo, il 18 settembre 1970 a Londra, in Inghilterra.
Wein e la direttrice artistica Melinda Merryweather "invitarono vari personaggi strambi ed oltraggiosi ad interpretare se stessi in Rainbow Bridge. Questi, secondo il biografo di Hendrix Steven Roby, comprendevano spacciatori, preti e suore, drogati, omosessuali, groupie, ufologi, ambientalisti e un gruppo di persone che affermavano di provenire dal pianeta Venere". Anche se inizialmente non era previsto un concerto di Hendrix nel film, il manager Michael Jeffery decise che era necessario includerlo per recuperare i costi di produzione. In seguito il produttore discografico John Jansen ricordò: "Jeffery dovette convincere Hendrix a suonare. Fino a quel punto, egli si era rifiutato di scrivere una sola nota di musica per il film.